# 埃申巴赫
埃申巴赫是德国巴登-符腾堡州的一个市镇。总面积4.80平方公里，总人口2215人，其中男性1107人，女性1108人（2011年12月31日），人口密度461人/平方公里。